# بلاوه خشکه
بلاوه خشکه، روستایی از توابع بخش زاگرس در شهرستان چرداول استان ایلام ایران است.

## جمعیت
این روستا در دهستان بیجنوند قرار دارد و براساس سرشماری مرکز آمار ایران در سال ۱۳۸۵، جمعیت آن ۳۱۶ نفر (۶۲خانوار) بوده‌است.